# Алма (Небраска)
Алма (англ. Alma) — місто (англ. city) в США, в окрузі Гарлан штату Небраска. Населення — 1043 особи (2020).

## Географія
Алма розташована за координатами 40°6′4″ пн. ш. 99°21′57″ зх. д. / 40.10111° пн. ш. 99.36583° зх. д. (40.101196, -99.365721).  За даними Бюро перепису населення США в 2010 році місто мало площу 2,19 км², уся площа — суходіл. В 2017 році площа становила 2,98 км², уся площа — суходіл.

## Демографія
Згідно з переписом 2010 року, у місті мешкали 1133 особи в 502 домогосподарствах у складі 303 родин. Густота населення становила 517 осіб/км².  Було 597 помешкань (272/км²).
Расовий склад населення:
| - 99,1 % — білих - 0,1 % — корінних американців |

До двох чи більше рас належало 0,4 %. Частка іспаномовних становила 0,6 % від усіх жителів.
За віковим діапазоном населення розподілялося таким чином: 22,5 % — особи молодші 18 років, 49,3 % — особи у віці 18—64 років, 28,2 % — особи у віці 65 років та старші. Медіана віку мешканця становила 49,6 року. На 100 осіб жіночої статі у місті припадало 93,3 чоловіків;  на 100 жінок у віці від 18 років та старших — 92,1 чоловіків також старших 18 років.
Середній дохід на одне домашнє господарство  становив 58 761 долар США (медіана — 45 000), а середній дохід на одну сім'ю — 64 619 доларів (медіана — 59 750). Медіана доходів становила 40 128 доларів для чоловіків та 28 750 доларів для жінок. За межею бідності перебувало 16,1 % осіб, у тому числі 27,0 % дітей у віці до 18 років та 8,6 % осіб у віці 65 років та старших.
Цивільне працевлаштоване населення становило 525 осіб. Основні галузі зайнятості: освіта, охорона здоров'я та соціальна допомога — 23,6 %, будівництво — 10,7 %, мистецтво, розваги та відпочинок — 9,3 %, фінанси, страхування та нерухомість — 8,6 %.